# Ajabshir
Ajabshir, eller Ajab Shir, (persiska: عَجَب‌شیر) är en stad i Iran. Den ligger i provinsen Östazarbaijan, i den nordvästra delen av landet, 500 km väster om huvudstaden Teheran. Ajabshir ligger 1 297 meter över havet och antalet invånare är 29 675. Den är administrativ huvudort i delprovinsen (shahrestan) Ajabshir.
Terrängen runt Ajabshir är platt åt sydväst, men åt nordost är den kuperad. Runt Ajabshir är det ganska tätbefolkat, med 155 invånare per kvadratkilometer. Ajabshir är det största samhället i trakten. Trakten runt Ajabshir består till största delen av jordbruksmark.